# 火浣布
火浣布，亦稱火烷布，為用石棉纖维紡織而成的布。因具有不燃性，且在火中可去汙，而得名。有傳說稱此為日南郡北景縣的一種火鼠(火光獸)毛皮編織而成。其名最早現於《列子》。